# Том Маррей (новозеландський веслувальник)
Том Маррей (англ. Tom Murray, нар. 5 квітня 1994) — новозеландський веслувальник, олімпійський чемпіон 2020 року, срібний призер 2024 року.

## Виступи на Олімпіадах
| Олімпіада           | Дисципліна | Місце |
| ------------------- | ---------- | ----- |
| Ріо-де-Жанейро 2016 | вісімки    | 6     |
| Токіо 2020          | вісімки    | 1     |
| Париж 2024          | четвірки   | 2     |

## Зовнішні посилання
- Том Маррей (новозеландський веслувальник) на сайті World Rowing (англійська)
- Том Маррей (новозеландський веслувальник) на сайті Olympics.com (англійська)
- Том Маррей (новозеландський веслувальник) на сайті Olympedia (англійська)
- Том Маррей (новозеландський веслувальник) на сайті New Zealand Olympic Committee (англійська)